# Jeffrey Read
Jeffrey Read (ur. 1 października 1997 w Calgary) – kanadyjski narciarz alpejski, brązowy medalista mistrzostw świata i złoty medalista mistrzostw świata juniorów.

## Kariera
Po raz pierwszy na arenie międzynarodowej pojawił się 7 grudnia 2013 roku w Norquay, gdzie w zawodach FIS Race zajął drugie miejsce w slalomie. W 2017 roku wystartował na mistrzostwach świata juniorów w Åre, gdzie wraz z kolegami z reprezentacji zdobył złoty medal w zawodach drużynowych. Był też między innymi szósty w zjeździe podczas mistrzostw świata juniorów w Davos w 2018 roku.
W zawodach Pucharu Świata zadebiutował 12 stycznia 2018 roku w Wengen, gdzie nie ukończył pierwszego przejazdu w kombinacji. Pierwsze pucharowe punkty zdobył 13 grudnia 2020 roku w Val d’Isère, zajmując 26. miejsce w zjeździe. Na podium zawodów tego cyklu po raz pierwszy stanął 18 lutego 2024 roku w Kvitfjell, kończąc rywalizację w supergigancie na drugiej pozycji. Wyprzedził go tylko Austriak Vincent Kriechmayr.
Podczas mistrzostw świata w Cortina d’Ampezzo w 2021 roku zajął między innymi siódme miejsce w rywalizacji drużynowej i osiemnaste w supergigancie. Na mistrzostwach świata w Courchevel/Méribel rok później razem z Erikiem Readem, Valérie Grenier i Britt Richardson zdobył brązowy medal w zawodach drużynowych. 
Jego ojciec, Ken Read, i starszy brat - Erik także uprawiali narciarstwo alpejskie.

## Osiągnięcia

### Mistrzostwa świata
| Miejsce | Dzień     | Rok  | Miejscowość        | Konkurencja       | Czas biegu | Strata | Zwycięzca          |
| ------- | --------- | ---- | ------------------ | ----------------- | ---------- | ------ | ------------------ |
| 41.     | 9 lutego  | 2019 | Åre                | Zjazd             | 1:19,98    | +2,61  | Kjetil Jansrud     |
| 29.     | 11 lutego | 2019 | Åre                | Superkombinacja   | 1:47,71    | +3,05  | Alexis Pinturault  |
| 18.     | 11 lutego | 2021 | Cortina d’Ampezzo  | Supergigant       | 1:19,41    | +1,79  | Vincent Kriechmayr |
| 26.     | 14 lutego | 2021 | Cortina d’Ampezzo  | Zjazd             | 1:37,79    | +2,55  | Vincent Kriechmayr |
| 22.     | 15 lutego | 2021 | Cortina d’Ampezzo  | Superkombinacja   | 2:05,86    | +19,68 | Marco Schwarz      |
| DNF     | 16 lutego | 2021 | Cortina d’Ampezzo  | Gigant równoległy | -          | -      | Mathieu Faivre     |
| 7.      | 17 lutego | 2021 | Cortina d’Ampezzo  | Zawody drużynowe  | -          | -      | Norwegia           |
| DNF2    | 7 lutego  | 2023 | Courchevel/Méribel | Kombinacja        | 1:53,31    | -      | Alexis Pinturault  |
| 11.     | 9 lutego  | 2023 | Courchevel/Méribel | Supergigant       | 1:07,22    | +0,70  | James Crawford     |
| 30.     | 12 lutego | 2023 | Courchevel/Méribel | Zjazd             | 1:47,05    | +2,45  | Marco Odermatt     |
| 3.      | 14 lutego | 2023 | Courchevel/Méribel | Drużynowo         | -          | -      | Stany Zjednoczone  |

### Mistrzostwa świata juniorów
| Miejsce | Dzień       | Rok  | Miejscowość | Konkurencja     | Czas biegu | Strata | Zwycięzca            |
| ------- | ----------- | ---- | ----------- | --------------- | ---------- | ------ | -------------------- |
| DNF1    | 8 marca     | 2015 | Hafjell     | Gigant          | 2:23,37    | -      | Henrik Kristoffersen |
| DNF1    | 9 marca     | 2015 | Hafjell     | Slalom          | 1:37,55    | -      | Henrik Kristoffersen |
| 36.     | 11 marca    | 2015 | Hafjell     | Kombinacja      | 1:58,25    | +6,22  | Loïc Meillard        |
| 46.     | 11 marca    | 2015 | Hafjell     | Supergigant     | 1:15,87    | +2,77  | Miha Hrobat          |
| DNF     | 13 marca    | 2015 | Hafjell     | Zjazd           | 1:29,62    | -      | Henri Battilani      |
| 28.     | 27 lutego   | 2016 | Soczi       | Zjazd           | 1:11,66    | +2,03  | Erik Arvidsson       |
| 44.     | 29 lutego   | 2016 | Soczi       | Supergigant     | 1:09,95    | +3,24  | Matthieu Bailet      |
| DNF2    | 1 marca     | 2016 | Soczi       | Superkombinacja | 1:56,16    | -      | Štefan Hadalin       |
| 28.     | 3 marca     | 2016 | Soczi       | Gigant          | 2:14,32    | +9,70  | Marco Odermatt       |
| DNF1    | 5 marca     | 2016 | Soczi       | Slalom          | 1:36,84    | -      | Istok Rodeš          |
| 12.     | 8 marca     | 2017 | Åre         | Zjazd           | 1:23,34    | +1,07  | Sam Morse            |
| 11.     | 9 marca     | 2017 | Åre         | Supergigant     | 1:17,91    | +0,51  | Nils Alphand         |
| 13.     | 11 marca    | 2017 | Åre         | Superkombinacja | 2:05,14    | +2,55  | Loïc Meillard        |
| 1.      | 12 marca    | 2017 | Åre         | Drużynowo       | ?          | -      | -                    |
| DNF2    | 13 marca    | 2017 | Åre         | Gigant          | 2:25,23    | -      | Loïc Meillard        |
| DNF1    | 14 marca    | 2017 | Åre         | Slalom          | 1:37,64    | -      | Adrian Pertl         |
| 6.      | 31 stycznia | 2018 | Davos       | Zjazd           | 2:20,18    | +0,29  | Marco Odermatt       |
| DNF     | 2 lutego    | 2018 | Davos       | Supergigant     | 1:07,59    | -      | Marco Odermatt       |
| 17.     | 4 lutego    | 2018 | Davos       | Superkombinacja | 2:01,77    | +5,07  | Marco Odermatt       |
| 18.     | 6 lutego    | 2018 | Davos       | Gigant          | 1:39,47    | +4,05  | Marco Odermatt       |
| DNF2    | 7 lutego    | 2018 | Davos       | Slalom          | 1:45,31    | -      | Clément Noël         |

### Puchar Świata

#### Miejsca w klasyfikacji generalnej
- sezon 2017/2017: -
- sezon 2018/2019: -
- sezon 2019/2020: -
- sezon 2020/2021: 102.
- sezon 2021/2022: 96.
- sezon 2022/2023: 50.
- sezon 2023/2024: 35.

#### Miejsca na podium
1. Kvitfjell – 18 lutego 2024 (supergigant) – 2. miejsce